# 野乃鳥
株式会社野乃鳥（ののとり、英: Nonotory）は、大阪府を中心に鶏料理店を展開する企業である。

## 概要
設立は、2004年（平成16年）5月21日である。代表取締役社長は、野網厚詞である。飲食店の経営の他に、加工食品の販売、店舗の企画、経営コンサルタントなどの事業を行う。従業員数は、30人である（2016年12月時点）。
本社所在地は、兵庫県伊丹市北伊丹一丁目12-1である。本店所在地は、大阪府池田市栄町4-4である。鶏料理には、播州百日どりやひょうご味どりを使用している。焼鳥を焼く炭には、紀州備長炭を使用している。

## 沿革
1998年（平成10年）、1号店を池田市栄町に開店する。2010年（平成22年）10月28日、御阿蔵（）を茨木市西駅前町に開店する。2012年（平成24年）、池田青年会議所が主催するグルメ関連イベント「池-1グランプリ」において、野乃鳥が開発した「池カラ」が優勝する。2016年（平成28年）9月8日、炭焼ビストリッシュを豊中市玉井町に開店する。
2018年（平成30年）12月13日、なんば堂を大阪市中央区難波に開店する。2020年（令和2年）1月15日、白湯製人を豊中市中桜塚に開店する。同年2月20日、なんば堂の店内に卵かけご飯専門店、TKG OSAKAを開店する。同年、呉華（）が炭焼ビストリッシュとの統合のため閉店される。

## 店舗
- 本店 - 大阪府池田市栄町4-4 ウイスパービル1階に所在[18]。
- 茨木椿之本陣 - 大阪府茨木市駅前三丁目2-4に所在[19]。
- 梅味堂 - 大阪府大阪市北区中崎西三丁目3-15 JR高架下34に所在[20]。
- 御阿蔵 - 大阪府茨木市西駅前町6-36 ラビアンヌエスポワール B1-3号に所在[21]。
- 炭焼ビストリッシュ - 大阪府豊中市玉井町一丁目9-3に所在[22]。
- 千里丘酒場 - 大阪府摂津市千里丘1-4-6 GS千里丘ビル101号に所在[23]。
- TKG OSAKA - 大阪府大阪市中央区難波三丁目7-19に所在[24]。
- 天参亭 - 大阪府大阪市北区天神橋三丁目1-19 谷ビルに所在[25]。
- なんば堂 - 大阪府大阪市中央区難波三丁目7-19 GEMSなんば8階に所在[26]。
- 白湯製人 - 大阪府豊中市中桜塚三丁目10-2に所在[27]。
- 備丹蔵 - 兵庫県伊丹市西台一丁目2-6 山本不動産第2ビル1階-Aに所在[28]。

### かつて存在した店舗
- 石橋焼焼酒場 - 大阪府池田市石橋一丁目10-5 津田ビル西棟1階に所在した[29][30]。
- 呉華 - 大阪府池田市菅原町2-4に所在した[16][17]。